# Clement Freud
Clement Freud (24 avril 1924 - 15 avril 2009) est un animateur de radio, écrivain, homme politique et chef cuisinier britannique.

## Biographie
Il a été élu membre du parlement pour le Parti libéral en 1973 et a conservé son siège jusqu'en 1987, où il a été fait chevalier.
Il est le petit-fils de Sigmund Freud et le frère de Lucian Freud.
En 2016, trois femmes portent contre lui des accusations d'agressions pédophiles et de viol, ce qui conduit à des enquêtes de police. De nombreuses autres accusations sont ensuite révélées, notamment via l'ancien ambassadeur Craig Murray.